# Eisstalaktit
Ein  Eisstalaktit, auch als Sole-Eiszapfen oder Eisfinger (englisch brinicle, aus brine „Salzlösung“ und icycle „Eiszapfen“) bekannt, entsteht unter Meereis, indem sehr kalte und sehr salzige Lake auf weniger salziges Meerwasser trifft. Es ist der Erscheinung nach das Unterwasser-Äquivalent zu Eiszapfen oder Stalaktiten, entsteht jedoch nach einem eigenen Mechanismus.
1974 wurde das Phänomen vom Ozeanographen Seelye Martin beschrieben. 2011 wurde die Entstehung eines Eisstalaktiten zum ersten Mal auf Film festgehalten und in Eisige Welten veröffentlicht.

## Entstehung
Wenn Meerwasser gefriert, werden die zuvor gelösten Ionen durch die sich bildenden Kristalle aus dem Eis gedrängt und sinken als dichtere, konzentrierte Lake (englisch brine), mit einem deutlich niedrigeren Gefrierpunkt als das umgebende Salzwasser, ab. Wenn dieser absinkende Strom mit dem umgebenden Meerwasser in Kontakt kommt, zieht der starke Diffusionsgradient Wasser an. Dieses hat jedoch einen höheren Gefrierpunkt und erstarrt augenblicklich an der Phasengrenze und formt so eine hohle Röhre, durch die weitere Lake nach unten strömt.